# El Tarter
El Tarter é uma localidade de Andorra, situada na paróquia de Canillo. Sua população em 2024 foi estimada em 1.499 habitantes.
Desde 1981, possui uma estação de esportes de inverno conectada às pistas da estação de Soldeu..